# Régine's Duets
 (mai 2025).
Motif : Où sont les sources secondaires attestant de la notoriété de cet album au regard des critères généraux ou spécifiques?
- Archive Wikiwix
- Bing
- Cairn
- DuckDuckGo
- E. Universalis
- Gallica
- Google
- G. Books
- G. News
- G. Scholar
- Persée
- Qwant
- (zh) Baidu
- (ru) Yandex
- (wd) trouver des œuvres sur Wikidata

| 1. | Préciser le motif de la pose du bandeau. | Précisez le motif de la pose du bandeau en utilisant la syntaxe suivante : {{admissibilité à vérifier\|date=mai 2025\|motif=remplacez ce texte par le motif}}                       |
| 2. | Informer les utilisateurs concernés.     | Pensez à avertir le créateur de l'article, par exemple, en insérant le code ci-dessous sur sa page de discussion : {{subst:avertissement admissibilité à vérifier\|Régine's Duets}} |

Albums de Régine
Made in Paname
(2003)
Régine's Duets est un album studio composé de duos de Régine sorti le 9 mars 2009.

## Liste des titres
1. Les P'tits Papiers avec Jane Birkin
2. Azzurro avec Paolo Conte
3. J'ai toujours porté bonheur aux hommes avec Boy George
4. Une valse pour toi et moi avec Maurane
5. Ouvre la bouche, ferme les yeux avec Édouard Baer
6. L'emmerdeuse avec Bernard Lavilliers
7. I Will Survive avec Julia Migenes
8. La grande Zoa avec Didier Wampas
9. Le cirque à tout le monde avec Pierre Palmade
10. Gueule de nuit avec Juliette
11. Capone et sa p'tite Phyllis avec Arthur H
12. Je viens danser avec Cali
13. My yiddishe momme avec Fanny Ardant
14. The Little Papers avec Jane Birkin
15. Les lumières de Belleville avec La Grande Sophie
16. Un jour, je quitterai tout (version 2009).

## Production
- Edition Album original : 
  - CD  AZ Universal 531574.9 date de sortie : 2009.

- Réalisation : Alain Cluzeau
- Arrangements : Fabrice Ravel Chapuis
- Direction artistique : Nicolas Gautier
- Chargé de production : Benjamin Marciano
- Mastering : Jean-Pierre Chalbos (La Source)
- Photographies pochette : Gabrielle Crawford
- Design : Slike & Stan - Hotspot